# Số có thể định cấu hình lại
Số có thể cấu hình lại hoặc số tau là một số nguyên  n , chia hết cho cho số các ước số của nó, được biểu thị là n là {\displaystyle \tau (n)|n}。
Một vài số có thể định cấu hình lại đầu tiên được liệt kê trong (dãy số A033950 trong bảng OEIS) là 1, 2, 8, 9, 12, 18, 24, 36, 40, 56, 60, 72, 80, 84, 88, 96 ………….
Ví dụ, 18 có 6 thừa số (1 và 18, 2 và 9, 3 và 6) và có thể chia hết cho 6. Có vô số số có thể cấu hình lại.